# Gregor Einspieler

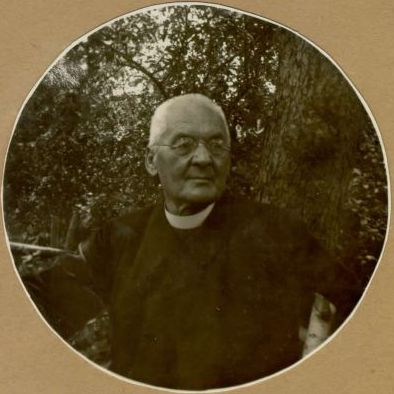
Gregor Einspieler, 1926

Gregor Einspieler (* 10. März 1853 in Suetschach/Sveče; † 28. April 1927 in Sveti Jurij v Slovenskih goricah/St. Georgen in Windisch-Büheln) war ein österreichischer Geistlicher und Politiker slowenischer Sprache.

## Leben
Einspieler war der Sohn des Landwirts Jakob Einspieler und dessen Ehefrau Barbara geb. Spicher. Er war römisch-katholisch und blieb ledig. Er war ein Neffe von Andrej Einspieler.
Einspieler besuchte die Volksschule in Suetschach und dann das Gymnasium und theologische Studien in Klagenfurt. 1876 wurde er Kaplan und dann Pfarrer in diversen Kärntner Orten, zuletzt ab 1888 in Arnoldstein/Podklošter, ab 1907 in Propst in Tainach/Tinje.
1918 wurde er beschuldigt, jugoslawische Soldaten zum Beschuss von Tainach ermuntert zu haben, und musste 1919 nach Bleiburg flüchten. Nach der Volksabstimmung 1920 in Kärnten zog er in die Diözese Lavant-Maribor und war ab 1922 Pfarrer in Sv. Jurij v Slovenskih goricah.
1888 war er Herausgeber der Zeitung Mir und 1890 Mitbegründer und Vorsitzender des Katoliško politično in gospodarsko društvo za Slovence na Koroškem (Katholischer politischer und wirtschaftlicher Verein für die Slowenen in Kärnten). Von 1886 bis 1911 war er Mitglied im Vorstand der Družba svetega Cirila in Metoda (Kyrill-Methodianische Gesellschaft).
1895 wurde er zum Ehrenbürger der Gemeinde Mieger/Medgorje ernannt.
Vom 10. September 1888 (Nachwahl vom 14. August 1888 nach dem Tod seines Onkels Andrej Einspieler) bis zum 8. September 1902 war er Abgeordneter im Kärntner Landtag. Er gehörte dem slowenisch-klerikalen Klub an und war in der VI. Wahlperiode 1888 bis 1890  Mitglied des Verifikationsausschusses.